# Jussi Linnamo

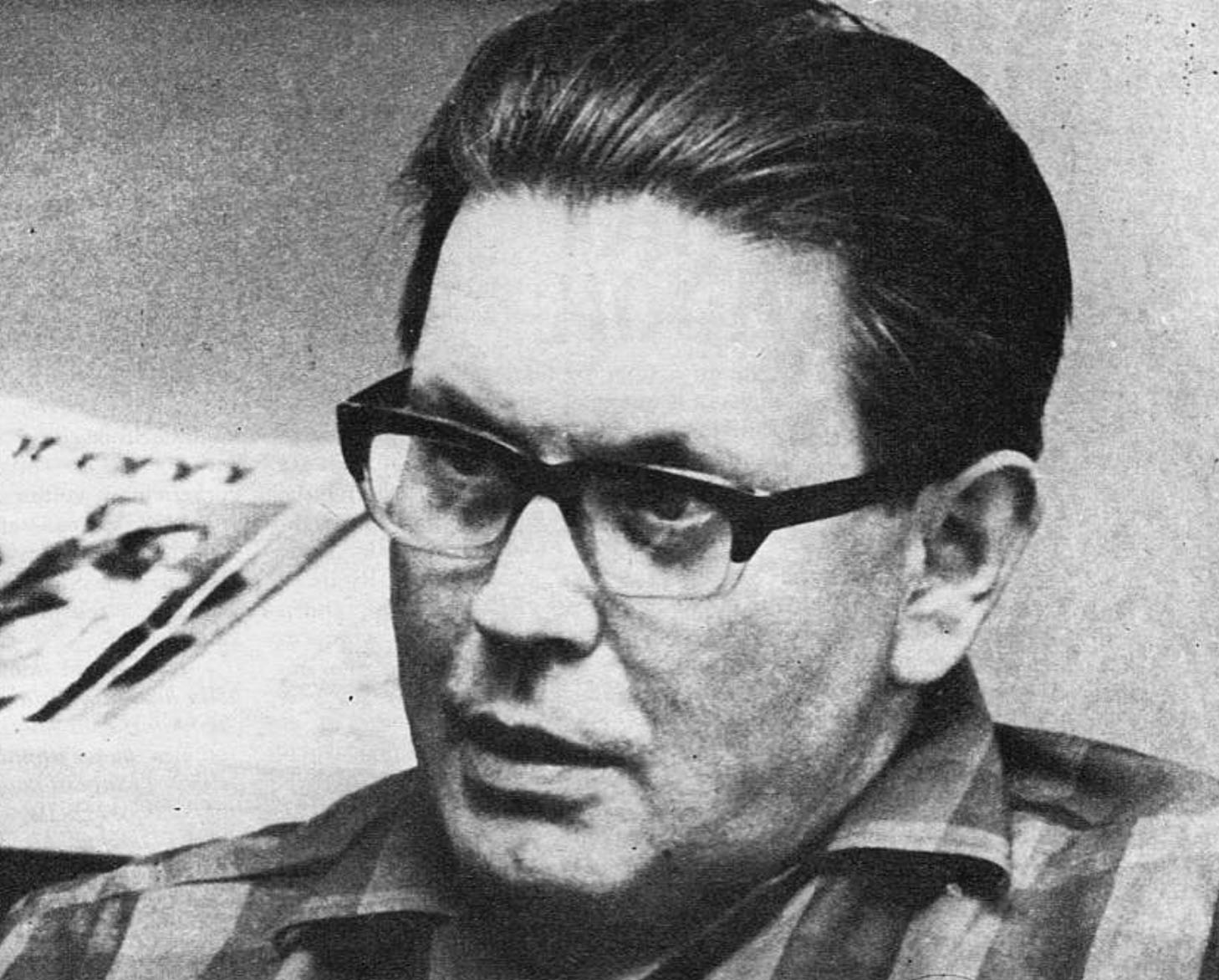
Jussi Linnamo

Jussi Linnamo, född Lindgren den 13 oktober 1924 i Viborg, död den 18 maj 2004 i Esbo, var en finländsk socialdemokratisk politiker och bankman.

## Biografi
Linnamo var till sin utbildning sociologie licentiat  och var tjänsteman vid finansministeriet 1962–67 och verkställande direktör för Grundbanken 1967–70. Åren 1970–88 var Linnamo direktör i den finska bankinspektionen. Han tilldelades professors titel år 1999.
Linnamo hade politiska uppdrag som minister i statsrådets kansli i Koivistos regering från mars 1968 till januari 1970. I februari 1972 utsågs han till handels- och industriminister samt social- och hälsovårdsminister i Paasios andra regering och uppehöll dessa poster till september 1972. Han fortsatte då som minister för handel och industri inom utrikesdepartementet i Sorsas första regering till maj 1973.
Linnamo avgick som utrikeshandelsminister 1973 efter avslöjandet av en ”läcka”, den s. k. Zavidovoaffären, i samband med finsk-ryska överläggningar rörande bl. a. Finlands relationer till Europeiska gemenskaperna (EG).